# Valle de Cárcer
El valle de Cárcer es una subcomarca natural, perteneciente a la comarca de la Ribera Alta, en la provincia de Valencia. La componen ocho municipios: Antella, Alcántara del Júcar, Cárcer, Sumacárcel, Sellent, Cotes,  Benegida y Gabarda.
El botánico Cavanilles la denominó por su ubérrima producción, "Vall-Farta".